# Ружинци (община)
Община Ружинци се намира в Северозападна България и е една от съставните общини на Област Видин. Общинският център е село Ружинци.

## География

### Географско положение, граници, големина
Общината е разположена в югоизточната част на Област Видин. С площта си от 232,555 km2 заема 6-о място сред 11-те общините на областта, което съставлява 7,61% от територията на областта. Границите ѝ са следните:
- на югозапад – община Чупрене;
- на северозапад – община Димово;
- на североизток – община Лом, област Монтана;
- на изток – община Брусарци, област Монтана;
- на югоизток – община Монтана, област Монтана;
- на юг – община Чипровци, област Монтана.

### Релеф, води, климат, почви
Релефът на общината е равнинен, хълмист и ниско планински. Територията ѝ условно попада в две физикогеографски области на България – Западната Дунавска равнина и Западния Предбалкан.
Над 80% от територията на общината се заема от широката и плоска долина на река Лом (десен приток на Дунав) и нейните притоци. В най-северната част на общината, северно от Добридолския манастир се намира и най-ниската ѝ точка – 70 m н.в.
Останалите около 20% от територията на община Ружинци, южно от общинския център се заемат от северните склонове на Широка планина, част от Западния Предбалкан. Тук се намира и най-високата точка на общината Пешин връх (937 m), издигащ се южно от село Гюргич. Средната надморска височина е 255,1 м.
По цялото протежение на общината от югозапад на североизток със своето средно течение (около 26 km) протича река Лом. Долината ѝ е широка и плоска, заето от обработваеми земи. В най-южната част, в землището на село Гюргич преминава най-горното течение на река Нечинска бара (десен приток на Лом). За водния баланс на общината съществено значение имат и няколкото язовира, по-големи от които са: „Дреновец“ (на запад от с. Дреновец), „Дражинци“ (югоизточно от с. Дражинци), „Киселево“ (североизточно от с. Черно поле), „Гюргич“ (югозападно от село Гюргич) и други по-малки, водите на които се използват основно за напояване.
Климатът е умереноконтинентален. Средногодишната температура е 10,5 °C, средногодишните валежи – 560 l/m3.
Преобладаващите почвени видове са сивите горски и светлосивите псевдоподзолисти горски почви.
Общата площ на земеделската земя в общината е 182 909 дка, от които обработваемата земя е 144 607 дка, водните площи – 4339 дка, горските територии – 38 676 дка, урбанизираната територия – 5274 дка.
Съхраненото фолклорно наследство и красива природа в общината се отчитат като важни предпоставки за развитието на опознавателен, риболовен, селски и екологичен туризъм. На 4 km северно с. Дреновец се намира основаният през 11. век Добридолски манастир.

## Населени места
Общината има 10 населени места с общо население 3299 жители според преброяването от 7 септември 2021 г.
| Населено място (старо име)                                              | Преброяване (от септември 2021) | По настоящ адрес (ГРАО от 15 септември 2024) | Площ (km²)                    | Гъстота (д/km²) |
| ----------------------------------------------------------------------- | ------------------------------- | -------------------------------------------- | ----------------------------- | --------------- |
| Бело поле                                                               | 577                             | 712                                          | 30,656                        | 23.23           |
| Гюргич                                                                  | 172                             | 126                                          | 33,35                         | 3.78            |
| Динково (Хасанова махала, Борисово)                                     | 82                              | 83                                           | 10,312                        | 8.05            |
| Дражинци                                                                | 122                             | 118                                          | 12,863                        | 9.17            |
| Дреновец                                                                | 1112                            | 1260                                         | 59,468                        | 21.19           |
| Плешивец (Плашивец)                                                     | 118                             | 144                                          | 24,683                        | 5.83            |
| Роглец                                                                  | 14                              | 12                                           | в землището на село Бело поле | -               |
| Ружинци                                                                 | 721                             | 803                                          | 21,597                        | 37.18           |
| Тополовец                                                               | 152                             | 163                                          | 12,421                        | 13.12           |
| Черно поле                                                              | 229                             | 195                                          | 27,205                        | 7.17            |
| Общо за общината:                                                       | 3 299                           | 3616                                         | 232,55                        | 15.55           |
| Населените места с кмет са със зелен фон, а тези без кметство – с жълт. |                                 |                                              |                               |                 |

### Административно-териториални промени
- Височайши доклад № 7843/обн. 09.11.1881 г. – преименува с. Хасанова махала на с. Борисово;
- Указ № 45/обн. 08.02.1950 г. – преименува с. Борисово на с. Динково;
- Указ № 317/обн. 13.12.1955 г. – заличава с. Белоптичене и го присъединява като квартал на с. Ружинци;

– заличава с. Чорлево и го присъединява като квартал на с. Дреновец;
- през 1956 г. – с. Плашивец е преименувано на Плешивец без административен акт;
- Указ № 582/обн. 29.12.1959 г. – заличава с. Тополовец и го присъединява като квартал на с. Дреновец;
- Указ № 45/обн. 20 януари 1978 г. – отделя с. Белотинци и землището му (тогава самостоятелна община) от Видински окръг и го присъединява към Михайловградски окръг;
- Указ № 250/обн. 22.08.1991 г. – отделя кв. Тополовец от с. Дреновец и го признава за отделно населено място – с. Тополовец.

## Население
| Община Ружинци                                | Община Ружинци | Община Ружинци | Община Ружинци | Община Ружинци | Община Ружинци | Община Ружинци | Община Ружинци | Община Ружинци | Община Ружинци | Община Ружинци | Община Ружинци |
| --------------------------------------------- | -------------- | -------------- | -------------- | -------------- | -------------- | -------------- | -------------- | -------------- | -------------- | -------------- | -------------- |
| Година                                        | 1934           | 1946           | 1956           | 1965           | 1975           | 1985           | 1992           | 2001           | 2011           | 2021           |                |
| Население                                     | 13649          | 14623          | 14131          | 11785          | 9722           | 7755           | 7138           | 6061           | 4374           | 3299           |                |
| Източници: Национален Статистически Институт, |                |                |                |                |                |                |                |                |                |                |                |

### Население по възраст
| Население по възрастови групи към септември 2021 година | Население по възрастови групи към септември 2021 година | Население по възрастови групи към септември 2021 година | Население по възрастови групи към септември 2021 година | Население по възрастови групи към септември 2021 година | Население по възрастови групи към септември 2021 година | Население по възрастови групи към септември 2021 година | Население по възрастови групи към септември 2021 година | Население по възрастови групи към септември 2021 година | Население по възрастови групи към септември 2021 година | Население по възрастови групи към септември 2021 година | Население по възрастови групи към септември 2021 година | Население по възрастови групи към септември 2021 година | Население по възрастови групи към септември 2021 година | Население по възрастови групи към септември 2021 година | Население по възрастови групи към септември 2021 година | Население по възрастови групи към септември 2021 година | Население по възрастови групи към септември 2021 година | Население по възрастови групи към септември 2021 година |
| ------------------------------------------------------- | ------------------------------------------------------- | ------------------------------------------------------- | ------------------------------------------------------- | ------------------------------------------------------- | ------------------------------------------------------- | ------------------------------------------------------- | ------------------------------------------------------- | ------------------------------------------------------- | ------------------------------------------------------- | ------------------------------------------------------- | ------------------------------------------------------- | ------------------------------------------------------- | ------------------------------------------------------- | ------------------------------------------------------- | ------------------------------------------------------- | ------------------------------------------------------- | ------------------------------------------------------- | ------------------------------------------------------- |
| Общо                                                    | 0 – 4                                                   | 5 – 9                                                   | 10 – 14                                                 | 15 – 19                                                 | 20 – 24                                                 | 25 – 29                                                 | 30 – 34                                                 | 35 – 39                                                 | 40 – 44                                                 | 45 – 49                                                 | 50 – 54                                                 | 55 – 59                                                 | 60 – 64                                                 | 65 – 69                                                 | 70 – 74                                                 | 75 – 79                                                 | 80 – 84                                                 | 85+                                                     |
| 3299                                                    | 157                                                     | 155                                                     | 210                                                     | 190                                                     | 130                                                     | 125                                                     | 147                                                     | 146                                                     | 167                                                     | 209                                                     | 230                                                     | 211                                                     | 244                                                     | 263                                                     | 289                                                     | 189                                                     | 125                                                     | 112                                                     |

### Етнически състав
| Етноси в община Ружинци (2022) | Етноси в община Ружинци (2022) | Етноси в община Ружинци (2022) | Етноси в община Ружинци (2022) | Етноси в община Ружинци (2022) |
| ------------------------------ | ------------------------------ | ------------------------------ | ------------------------------ | ------------------------------ |
| Етническа група                |                                |                                | процент                        |                                |
| българи                        | българи                        |                                | 40.00%                         | 40.00%                         |
| турци                          | турци                          |                                | 0.00%                          | 0.00%                          |
| цигани                         | цигани                         |                                | 60.00%                         | 60.00%                         |
| други и неопределени           | други и неопределени           |                                | 0%                             | 0%                             |

По етническа група от общо 4331 самоопределили се (към 2011 година)::
- българи: 1344
- турци: 0
- цигани: 1783
- други: 0
- неопределени: 0

## Транспорт
През общината преминава участък от 9,6 km от трасето на жп линията Мездра – Бойчиновци – Брусарци – Видин.
През общината преминават частично 4 пътя от Републиканската пътна мрежа на България с обща дължина 45,6 km:
- участък от 14,3 km от Републикански път I-1 (от km 58,7 до km 73,0);
- участък от 5,4 km от Републикански път III-112 (от km 4,2 до km 9,6);
- участък от 21,4 km от Републикански път III-114 (от km 23,2 до km 44,6);
- началният участък от 4,5 km от Републикански път III-1142 (от km 0 до km 4,5).

## Топографска карта
- Лист от карта K-34-10. Мащаб: 1 : 100 000.
- Лист от карта K-34-11. Мащаб: 1 : 100 000.
- Лист от карта K-34-22. Мащаб: 1 : 100 000.